# Петър Казанджиев
Петър Георгиев Казанджиев е български учител, диригент и композитор.

## Биография
Роден е на 1 май 1883 година в град Кюстендил. Завършва Педагогическото училище в родния си град в 1902 година. Заедно със съучениците си Георги Горанов и Никола Атанасов учи пеене и цигулка при Карел Махан. Членува в Тайния ученически македоно-одрински кръжок „Освобождение“, помощна огранизация на ВМОРО. Пее в ученическия Хъшовски хор. Продължава образованието си в Загреб и Мюнхен, като учи контрабас, солово пеене, композиция и пиано. След Първата световна война завършва образованието си в Дрезден при Алвин Шарке, Александер Волф и Ото Луис.
Връща се в Кюстендил, където работи като учител. Ръководи ученически и църковни хорове, изнася концерти, дирижира хор „Кавал“. Подготвя и участва в редица опери и оперети: „Златното момиче“ (1924), „Скитникът циганин“, „Горската царица“, „Мъдрият цар“, „Деца борци“, „Лудетина“, „Фауст“ на Гуно и „Трубадур“ на Верди. С „Кавал“ гастролира в Будапеща и Букурещ.
Казанджиев композира песни в народен и класически стил.
Носител е на орден „Кирил и Методий“ II и I степен.
Умира на 27 юни 1976 година.